# TVR Târgu Mureş
TVR Târgu Mureş (Hongaars: Marosvásárhelyi TVR) is de regionale televisiezender van de publieke omroep van Roemenië, Televiziunea Română.
De regionale studio werd in 2008 gestart en heeft als uitzendgebied de volgende regio's:
- District Alba
- District Brașov
- District Covasna
- District Harghita
- District Mureș
- District Sibiu

De programma's van de televisiezender worden uitgezonden in het Roemeens en het Hongaars. De Hongaarstalige programma's worden gemaakt voor de Hongaarse minderheid in Roemenië die voor het grootste deel in het Szeklerland wonen dat zich uitstrekt over de districten Covasna, Harghita en Mures. In het uitzendgebied wonen in totaal 598.666 personen die in 2022 aangaven Hongaars als moedertaal te hebben.
De zender heeft nieuws- en sportprogamma's in beide talen en biedt ook achtergrondprogramma's en culturele programma's.
In de middag wordt om 16 uur en 17:30 uur het Hongaarstalige nieuwsbulletin uitgezonden, Regionális Híradó, In de avond worden de Roemeenstalige programma's uitgezonden.